# Angelina Jensen
Angelina Camilla Jensen (* 23. Mai 1973 in Tårnby) ist eine dänische Curlerin. Sie spielt auf der Position des Skip/Second und ist Mitglied des Tårnby Curling Club.
Bei der Curling-Europameisterschaft 2009 in Aberdeen gewann Jensen mit ihrem Team die Bronzemedaille. Die Round Robin hatte das Team als Zweiter abgeschlossen, verlor danach aber das Page-Playoffs-Spiel gegen die Schweiz und das Halbfinale gegen Deutschland mit Skip Andrea Schöpp.
Im Februar 2010 nahm Jensen als Mitglied des dänischen Teams an den Olympischen Winterspielen 2010 in Vancouver (Kanada) teil. Die Mannschaft belegte den fünften Platz. 
Nach längerer Abwesenheit vom internationalen Wettkampfgeschehen führte sie die dänische Mannschaft als Skip bei der Weltmeisterschaft 2018 auf den 11. Platz.

## Aktuelle Teammitglieder
- Christine Grønbech
- Camilla Jensen
- Lina Knudsen
- Ivana Bratic